# ZOC
ZOC（ゾック）は、Zone of Controlの略であり、ウォー・シミュレーションゲームやシミュレーションロールプレイングゲームで用いられるゲーム用語。あるユニットについて、そのユニットが存在していることによる周囲のユニットへの影響範囲や、その影響の内容を表したルールのこと。日本語に訳して「支配領域」などの言い方もあるが、多くの場合はZOCと表現される。

## 概要

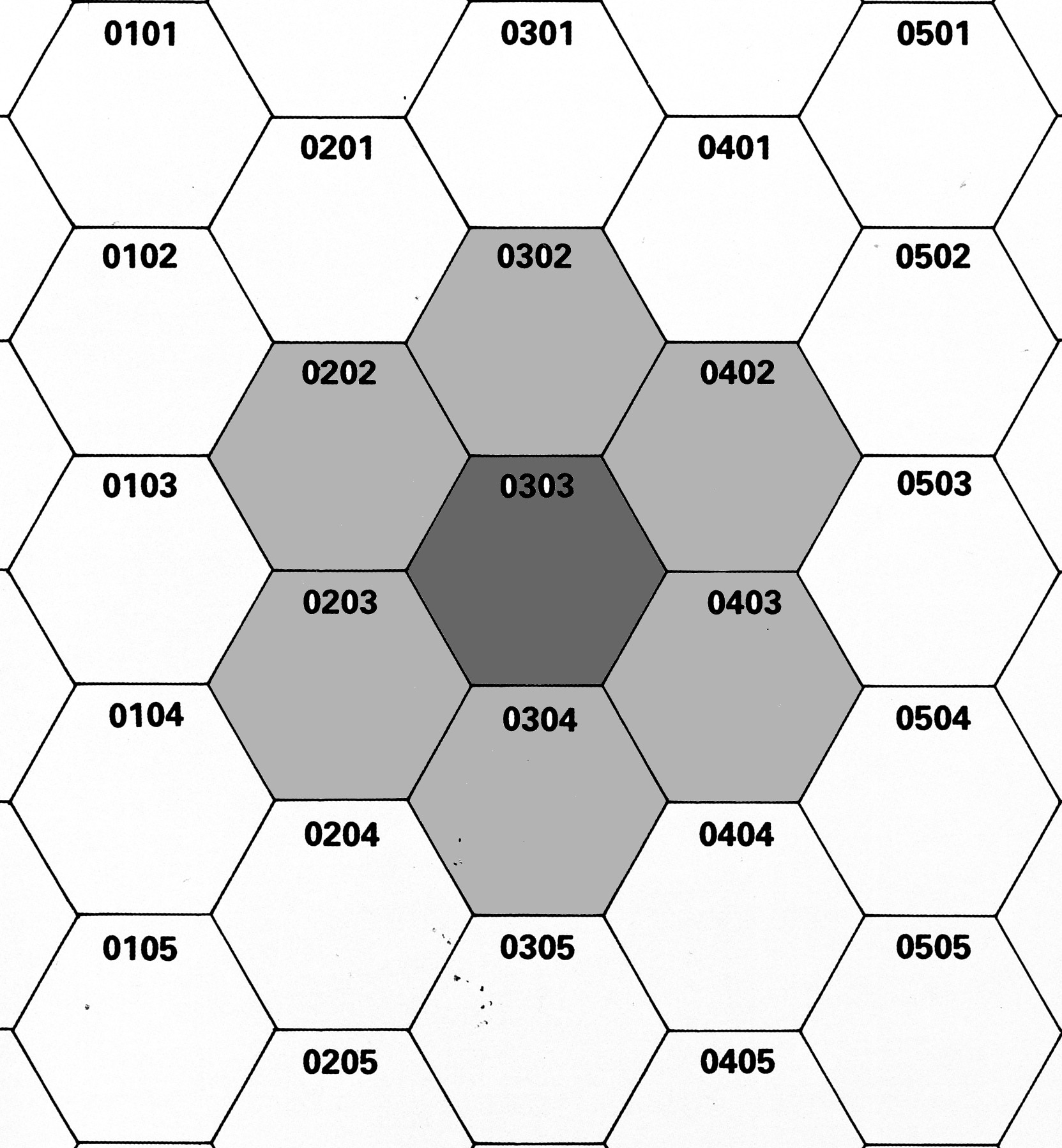
ZOCの概念図。中心のヘクス（0303）にユニットがいる場合、その周囲の6つのヘクスが一般的なZOCの範囲である。

ゲームではその設定上、ユニットが何らかの戦闘能力を持っていることが前提であり、仮にそうでない場合であっても何らかの能動的行動をとることができる。そのような状況で敵がいる場所に近づくということは離れた場所で行動することに比べて危険が大きくなることは容易に想像できる。そのため、各ユニットが周囲に対してどれほどの範囲に影響を与えるかを決めておき、その範囲内で敵ユニットが行動をする場合に何らかのデメリットを受けるようにされている。
ゲームによってその表現方法は様々だが、あまり複雑にするとややこしくなるため単純に「ユニットの移動中に敵ユニットに隣接すると、強制的にその場所で移動が終了させられる」というシステムが比較的多い。しかしこれはあくまでZOCをルール上で表現する手段の一つであり、ZOCという概念がこの「移動が終了させられる」というシステムのみを指すわけではない。
補給線は、相手ZOCを通して引くことはできない場合が多い。ただし味方ユニットがいる場合は引くことが可能である。戦闘結果で後退する必要がある場合、相手ZOCに退却できないルール、ZOC内に後退する場合は追撃されることを意味して、さらなる損害が味方ユニットに発生するなどがある。味方ユニットがいるヘクスに退却できる場合でも、退却したユニットが混乱するルールとなっている場合、退却先の味方ユニットも混乱するゲームも存在する。

## ウォーゲームにおけるZOC
ボードウォーゲームにおいて、ユニットのZOCは、そのユニットがおかれたタイルに隣接するタイルによって表される。一例として、六角形のタイルのマップは、ユニットに占有されている六角形の周囲の6つの六角形がZOCにあると見なされる。
ZOCは、一般的にその上のユニットの地上の形成に直接影響を与えているマップの部分を表すために使用されている。その武器との距離、そのサブユニットの範囲のための重心から展開することがある。たとえば、射程の長い武器を持つユニットは、ZOCの範囲がそれだけ大きいこともある。ゲームには、多くの場合、ZOCに効果を与えるルールが定められている。
ZOCの典型的な効果は次のいずれかを含む。
- 敵のユニットを破壊し取り除く
- 敵のユニットは必ず攻撃される
- 移動コストを追加で消費する
- 敵の補給線を断つ
- 部分的に敵のZOCを否定する
- 自主的な前進（アドバンス）や撤退（リトリート）を防ぐ
- 隠れた敵ユニットを明らかにする

ZOCはまた、その周辺の敵ユニットの移動速度の形成がある間接効果を表す。ユニットが友軍のラインに深く隠れていて、また敵のZOCの外にあるとき、多くの条件の下でユニットは高速で移動することができる。しかし一度敵ユニットに隣接する（つまり敵のZOCに入る）と、移動速度が劇的に遅くなり、ゲームの用語では敵の存在下で停止すると見分けがつかなるほどに減少する。
ZOCは固定されたり、流動的であったり、弾性的に様々な形で形成される。各タイプは、敵ユニットに、その効果によって判断される。例として、流動的なZOCは敵ユニットの移動コストを固定し（敵の移動速度を遅くする）、固定されたZOCは敵ユニットを足止めするとともに、そのZOCから自発的に戦闘がなければ敵ユニットを防ぐことができる。ZOCには、ゲームデザイナーが望む効果のほぼすべての組み合わせを生成することがある。
デザイナーは、川や山のような地形によって、敵ユニットの存在や敵のZOCにさえ、ZOCの展開を無効にすることがある。

## ロールプレイングゲームにおけるZOC
『ダンジョンズ&ドラゴンズ』などのロールプレイングゲームでも、ZOCの概念が用いられることがある。例として『D&D』第4版では、フロアタイルとミニチュアを使ったゲームプレイが前提であり、戦闘もウォーゲームの概念を取り入れたものが行われる。自分や味方のキャラクターに隣接した敵キャラクターが、隣接から離れようとする場合（ウォーゲームで言うZOCからの離脱）、特定の手順に沿って離脱を行わなければ、隙を見せたものとして味方の機会攻撃を誘発することがある。また、いくつかの戦術は、味方のキャラクターをより有利な位置に移動させたり、敵キャラクターを不利な位置に移動させることすらある。
ファーイースト・アミューズメント・リサーチ社がデザインしたロールプレイングゲームの多くには「エンゲージ」と呼ばれる概念がある。キャラクターが敵キャラクターと接触すると「エンゲージに入る」と呼ばれ、エンゲージから離脱しようとしたり、エンゲージを突破して移動しようとする場合には特別なルールを用いて判定しなければならない。その際に敵の移動力に干渉する能力として「ZOC」の名称が使われることがある。

## ZOCルールの例
ここではコンピュータゲームにおけるZOCが例として挙げられているが、ZOCはコンピュータゲームのみに用いられる概念ではないことに注意。

### 大戦略シリーズの例
ウォーゲームのコンピュータ版というコンセプトで開発された初期の大戦略シリーズでは、ウォーゲームそのままに待機側ユニットの周囲HEXをZOCとするという単純なルールであった。しかしこのルールでは戦闘機がトラックで囲まれるとZOCで移動できないまま燃料切れ（VTOL以外は移動しなくても燃料消費が大きい）で墜落などと言う珍事も多発していた。
よって後の続編では待機側が移動側に対して攻撃力を持つ場合ユニットの周囲HEXにZOCが展開されるように改良された。この場合戦車は地上ユニットに対してZOCを展開できるが、攻撃能力を持たない補給車ではZOCを展開出来ない。また対戦車兵器を持たない歩兵は戦車に対してZOCを展開できない（戦車は歩兵のそばを素通りできる）。また航空機は自ユニットよりも同高度または低高度にいるユニットに対してZOCを展開できる。戦闘ヘリは地上ユニットの行動を阻止できるが、戦闘機等の高空ユニットには素通りされてしまう。
『アドバンスド大戦略』ではさらにルールが高度化しており、ユニットの向きや性能、天候、時刻によってZOC範囲が変化する。たとえば正面しか攻撃できない駆逐戦車は正面側のHEXのみしかZOCが展開されないが、旋回砲塔を持つ通常の戦車は全方向にZOCが展開される。また夜間や悪天候時は対地攻撃が不可能になるため航空ユニットは地上ユニットに対してZOCを展開できない。このため敵に制空権を握られていても夜間に行軍することで包囲網を突破する戦術を立てることも出来る。

### パワードールシリーズの例
パワードールシリーズでは、ZOCは臨機射撃として実装されている。臨機射撃とは、「パワードール2」以降においては、待機側ユニットが臨機射撃可能な武装を持ち、移動側ユニットがその武装の射程内に入った時、そのターンに1度だけ、待機側がその武器で移動側を攻撃し、耐久力と同時にAP（1ターン中の行動能力。あらゆるユニットの行動はAPを消費して行う）を削り、足止めを食らわせるというものである。待機側ユニットがある程度以上集まっているとき、通り抜けようとした移動側は臨機射撃の集中砲火を受け、APが瞬時に底を突くこととなる。これにより、敵地での移動中に敵の反撃に遭い、やむなく移動を中断し応戦した、という状況が表現される。
臨機射撃は攻撃側キャラごとに1ターンに1度であるため、移動側は耐久力とAPの高いユニットを先行させて臨機射撃を誘い、他のユニットを素通りできるようにするという戦術を取ることができ、待機側はこれを防ぐために、臨機射撃するべきか否かを各ユニットごとに吟味する必要が出てくる。
なお、「パワードール」（1作目）にも臨機射撃は存在し、攻撃することにより移動側ユニットの耐久力へのダメージは与えられるが、APには影響を与えない。

### サモンナイトシリーズの例
サモンナイトシリーズでは、ZOCは特殊能力として実装されており、これらのスキルを持つユニットがZOCを展開できる。
- 眼力:自ユニットの前面と側面の3マス
- 威圧:自ユニットの前面、斜前、左右の5マス、高低差3まで
- 闘気:自ユニットの周囲8マスすべて、高低差4まで

本作ではZOCに進入したユニットは著しく行動が制約されてしまうが、やはりZOC展開側が攻撃不能になるとZOCが消失してしまう。さらにZOC無効化能力（勇猛果敢、ダッシュ）などを持つユニットには完全に素通りされてしまう。
なお一部の召喚障害物にも上記のようなZOC効果を持つ物がある。

### 『ガンダムネットワークオペレーション2』の例
『ガンダムネットワークオペレーション2』では、ZOCはパイロットのスキルとして実装されており、このスキルを取得したパイロットが搭乗する機体の周囲を移動する際に、移動可能な距離にZOCのスキルレベル分に応じてマイナス補正がかかる。但し、「すり抜け」というスキルも実装されており、これを取得することでZOCの影響を減らすことが可能。
『ガンダムネットワークオペレーション2』のゲームデザイン上、スキルの取得にはコストがかかるため、ZOCやすり抜けを取得せず、戦術でカバーすることを試みるプレイヤーもいる（これらのスキルを取得しない分、他のスキルやステータスを伸ばすことができるからである）。
このゲームでは機体の性能にZOCが影響せず、また移動可能なヘックス数が減少するだけという補正内容であり、ZOCのルールとしては最も単純な部類と言えるだろう。

### 『メダロットnavi』の例
『メダロットnavi』ではZOCはユニットの周囲4マスに展開される。『メダロットnavi』はユニットの移動にAPを消費するのだが、敵のZOCを通り抜ける際は必要なAPが増える。
このZOCは全てのユニットに自動的に展開され、また無効化や軽減する方法はない。ただし逆に強化することは可能で、「ZOC強化」を行うと通常1しか増えない移動AP補正は10にも20にもなり敵の隣接を許さなくなる。